# Lydia Lamaison
Lydia Guastavino Lamaison (Mendoza; 5 de agosto de 1914 - Buenos Aires; 20 de febrero de 2012) fue una primera actriz teatral, cinematográfica y televisiva argentina. Trabajó y actuó hasta los 97 años.

## Biografía
Lydia nació en la provincia de Mendoza. Tenía ascendencia italiana y española. De niña, ella, acompañada por su familia, asistía con asiduidad al teatro Colón para ver las obras que allí se representaban. En su juventud estudió música, filosofía y letras. También logró graduarse como maestra normal, título que la habilitaba para ejercer la docencia en el nivel básico.
Trabajó desde joven como concertista de guitarra, perfeccionándose con el maestro Domingo Prat, dando su primer concierto en el Café Tortoni, donde conoció a la poetisa Alfonsina Storni.
Inició su carrera en el teatro en la compañía de Blanca Podestá. En 1939 trabajó en su primera película, Alas de mi patria, de Carlos Borcosque, y en 1940 fue elegida Revelación Femenina por su labor en Madame Curie.
En materia cinematográfica, participó de 25 filmes, como La hora de las sorpresas, La caída, Fin de fiesta, Un guapo del ’900, En mi casa mando yo, La fiaca, En retirada, Pasajeros de una pesadilla, Ciudad del Sol, entre otras.En 1959 fue convocada por Leopoldo Torre Nilsson para participar en La caída, con Elsa Daniel y Lautaro Murúa, por la que ganó un premio a la mejor actriz de reparto. Por sus labores en Fin de fiesta y Un guapo del 900 ganó un premio a la mejor actriz y uno a la mejor actriz de reparto por su labor en Voy a hablar de la esperanza.
En 2003 escribió Qué es el erotismo, un espectáculo unipersonal que ella misma ofreció; una obra teatral que, básicamente, distingue claramente el amor erótico del sexo. A mediados de 2004 se estrenó en el teatro Regina El libro de Rut. Dirigida por Santiago Doria, ella fue quien le dio vida al principal personaje de la obra. Así, con un total de quince actores encabezados por la figura principal, pudo representarse un drama cuya trama juega con los distintos momentos de la vida de una mujer. Esa intervención teatral incrementó en gran medida el mito en torno a su genialidad[cita requerida]. En cuanto a la obra teatral en sí, la crítica la ponderó como excelente en todos sus aspectos.
En televisión, interpretando personajes de telenovela, en 1986 participó de Libertad condicionada, con el personaje de Cora en Celeste siempre Celeste (1993) y la abuela de la protagonista en Zíngara (1995), junto a Andrea del Boca. Entre 1998 y 1999 participó en Muñeca brava, telenovela emitida por Telefe cuya pareja protagónica estuvo compuesta por Facundo Arana y Natalia Oreiro. También integró el elenco de Jesús, el heredero, telenovela transmitida por Canal Trece en la cual trabajó junto a Joaquín Furriel y Malena Solda. En teatro participó en obras como Perdidos en Yonkers, Los físicos, Doña disparate y Bambuco, Ollantay, Biógrafo, Pasajeras, entre otras.
Incesante, el 1 de septiembre de 2005 inauguró la cuarta edición del Festival de Teatro Joven, a cargo de la Universidad Católica Argentina.
En 2006 preocupó a su público en consecuencia de una caída que le ocasionó una fractura de húmero, aunque afortunadamente pudo recuperarse satisfactoriamente y ese mismo año estaba participando en la telenovela Collar de esmeraldas, transmitida por Canal 13, y, en teatro, en Parecen ángeles, representada en el teatro La Comedia.
En Parecen ángelesinterpretó a Aurora, una mujer anciana pero muy fuerte, dinámica, lúcida y con un gran sentido del humor, que un día decide efectuar un cambio importantísimo para vivir lo que resta de su vida con total lealtad. Esa interpretación le valió la ovación del público[cita requerida]. Además, en dicha obra compartió escenario con Graciela Pal, Ximena Fassi y Pablo González.
Lamaison ha compatibilizado su trayectoria artística con la vicepresidencia de la Casa del Teatro, la cual ejerció de manera efectiva hasta su deceso.
Participó de las películas Amorosa soledad y Mentiras piadosas, de 2009. Estuvo casada con el actor Oscar Soldatti.
Según revelaría ella misma hasta sus años finales, prefería encarnar malvadas a ancianitas ingenuas y bonachonas, procuraba componer personas en lugar de personajes, y, por si todo lo anterior no bastase, se hallaba dotada de una memoria prodigiosa[cita requerida], clave a la hora de afrontar esos monólogos que tanto la prestigiarían en teatro. Para ella, actuar era como transmigrar, y reconocía haber absorbido la agilidad característica del formato televisivo. En sus propias declaraciones, evitaba la palabra "pasión" por considerarla "exacerbación del amor", definiendo su misión, en cambio, con significantes tales como "amor", "fuerza", "vehemencia", muy de su gusto personal.

## Filmografía

### Cine
- 1940: Alas de mi patria.
- 1941: La hora de las sorpresas.
- 1942: Una novia en apuros.
- 1959: La caída, como Marta.
- 1960: Fin de fiesta.
- 1960: Un guapo del 900, como doña Natividad.
- 1961: El romance de un gaucho.
- 1962: El último piso.
- 1963: Una excursión a los indios ranqueles.
- 1964: El demonio en la sangre.
- 1964: El octavo infierno, cárcel de mujeres, como la madre de Zulema Puentes.
- 1964: Circe.
- 1965: Los tímidos visten de gris.
- 1966: Voy a hablar de la esperanza
- 1968: En mi casa mando yo, como Catalina Rossi.
- 1969: La fiaca, como madre.
- 1971: El ayudante.
- 1972: Disputas en la cama.
- 1975: Bodas de cristal.
- 1984: Pasajeros de una pesadilla, como Bobe.
- 1984: En retirada, como la madre de Ricardo.
- 2003: Ciudad del sol, como doña Carla.
- 2004: La puta y la ballena, como Matilde.
- 2009: Mentiras piadosas, como la abuela.

### Teatro
- Madame Curie (1940)
- Doña Disparate y Bambuco, como Doña Disparate junto a Osvaldo Pacheco.
- Las amorosas, junto con Susana Campos, Fernanda Mistral, Adrianita, Norberto Suárez, Jorge Barreiro y Raúl Aubel.

### Televisión
- 1965: Alta comedia.
- 1966: Voy a hablar de la esperanza.
- 1968: Esto es teatro. Con Dario Vittori.
- 1969: Muchacha italiana viene a casarse, como Mercedes (abuela de Juan Francisco Lindsay).
- 1970: Esta noche... miedo.
- 1972: Los físicos.
- 1973: Gorosito y señora
- 1974: Los bulbos (miniserie).
- 1977: Mi hermano Javier, como Beatriz.
- 1980: Rosa... de lejos, como Mercedes, viuda de Alvear.
- 1981: Las 24 horas.
- 1981: Hay que educar a papá, como María Dolores.
- 1983: Situación límite.
- 1985: Momento de incertidumbre.
- 1985: Rompecabezas, como Victoria.
- 1987: Tu mundo y el mío. como Josefina
- 1989: La bonita pagina.
- 1992: Soy Gina, como Rosa.
- 1993: Celeste siempre Celeste, como Cora.
- 1994: Nano, como Amalia del Molino López.
- 1995: Nueve lunas.
- 1996: Zíngara, como Hilda Pérez-Campana.
- 1997: De corazón, como Elizabeth.
- 1998: La condena de Gabriel Doyle, como Malvina.
- 1998: Como vos & yo, como Nina Scala.
- 1998: Muñeca brava, como doña Angélica (viuda de Di Carlo).
- 2000: Los médicos de hoy, como Victoria.
- 2001: Provócame, como Floria de Villalobos.
- 2003: Son amores, como Julia.
- 2003: Durmiendo con mi jefe.
- 2004: Jesús, el heredero, como doña Dolores Díaz Rimini.
- 2006: Collar de Esmeraldas, como Celia Agüero de Ferrari.
- 2008: Mujeres de nadie, como Elisa.

## Premios
A lo largo de su vida, Lydia Lamaison recibió varios reconocimientos por su trayectoria.
Recibió un total de 3 Premios Martín Fierro, siendo el último en 1995 por su labor como mejor actriz de reparto en la telenovela Nano; en el año 2003 recibió una plaqueta en los Martín fierro por su trayectoria.
Nombrada «ciudadana ilustre de la Ciudad Autónoma de Buenos Aires» en 1997, en diciembre de 2005 Daniel Scioli, entonces vicepresidente argentino, presidió un homenaje a ella en el Salón Azul del Senado, ubicado en el Congreso de la Nación Argentina. Entonces, el vicepresidente Scioli le entregó personalmente una placa como un gesto de gratitud a su aporte artístico a la cultura nacional durante casi setenta años en un acto al cual asistieron varias personalidades del espectáculo. En 2001 recibió de la Fundación Konex el Premio Konex de Platino a la actriz de televisión y, simultáneamente, el Diploma al Mérito en la misma categoría, que también recibió en su oportunidad, entre otras, Alicia Bruzzo. Asimismo, en 1999, fue declarada formalmente como una de las notables argentinas. Además recibió premios como Santa Clara de Asís, Pepino el 88, ACE, María Guerrero, Talía, Estrella de Mar y Florencio Sánchez. También en 1999 la Asociación de Cronistas Cinematográficos de la Argentina le entregó su premio a la trayectoria por su importante labor en el cine argentino.

## Fallecimiento
Lydia Lamaison falleció en la madrugada del 20 de febrero de 2012 por causas naturales tras padecer serios problemas de salud en los últimos años. Tenía 97 años.

## Crítica
De acuerdo con la crítica, Lamaison era considerada como una de las escasas actrices legendarias que continuaba activa en la Argentina; se la definía convencionalmente como una artista capaz de alternar la transmisión de la más despiadada personalidad con la transmisión de la más emotiva calidez y de gran sutileza en sus interpretaciones y, en esencia, como una actriz osada, vanguardista y de firmes convicciones.